# Kersalu
Kersalu – wieś w Estonii, w prowincji Harju, w gminie Keila.